# Grotti
Grotti, vagy Grotte, (Őrölő), egy csodamalom a skandináv mitológiában. A malomkövei olyan nehezek, hogy ember nem tudott őrölni velük.
A mondák szerint két óriáslány, Fenja és Menja játékból két lapos sziklát dobott fel Midgardba. A sziklákból két hatalmas malomkövet faragtak és a királynak, Frode (Fródi) Fridleifssonnak ajándékozták. A sors úgy hozta, hogy a két óriáslány Svitjod király fogságába esett. A másik király, Fródi megvásárolta őket mint rabszolgákat, hogy a malomköveket hajtsák. Ez a malom mindent tudott őrölni (előállítani), aranyat, háborút, békét, boldogságot és pusztulást.
Az Eddában így írnak erről:
| Került hamarvást, jött a királyi házhoz két jövőlátó, Fenja és Menja; rabnő lett mindkét roppant erejű lány Fridleif fiánál, Fródi királynál. | Malomkövet kellett körbe hajtaniok, hadd járna a szürke kő, király szigorú parancsa, pihenőjük sincsen, serénységük hangját ugyancsak hallgatná az úr s udvara. |

Grottit, az úgynevezett Frode békével kötik össze, ami egy békekorszak Frode uralkodása alatt, kb. egyidejűleg Augustus római császár uralkodásával. A Snorre Eddája szerint ez a békés periódus akkor ért véget, amikor Fródi kapzsiságában annyira hajszolta a két óriáslányt, hogy azok arany és jólét helyett tüzet és halált őröltek rá. A vége az lett, hogy a lányok olyan gyorsan hajtották a malomkerekeket, hogy azok szétmentek és a malom összeomlott.
Az Eddában megörökítik a végét is:
Őröltek a lányok

lankadatlan erővel:

dacos dühük hegyóriás

haraggal dúlt;

tengely repedett,

tartó roskadott,

a hatalmas kerék

kétfelé hasadt.
A Frey-kultusszal is összekötik. Valószínű, hogy Frey és Frode ugyanaz a személy, isten, illetve király formában. Fenja és Menja pedig ugyanazok lennének, mint Byggve és Bejla, Frey szolgái.
Később a svéd politikában használták hasonlatként a munkás tömegekre, akik a javakat teremtik meg a kapzsi kapitalistáknak.

## Fordítás
- Ez a szócikk részben vagy egészben  a   Grotte című svéd Wikipédia-szócikk fordításán alapul.  Az eredeti cikk szerkesztőit annak laptörténete sorolja fel. Ez a jelzés csupán a megfogalmazás eredetét és a szerzői jogokat jelzi, nem szolgál a cikkben szereplő információk forrásmegjelöléseként.